# روبرتو بالینی
روبرتو بالینی (ایتالیایی: Roberto Ballini؛ زادهٔ ۱۴ مارس ۱۹۴۴) دوچرخه‌سوار اهل ایتالیا است.